# Steenkerke
Pour l’article ayant un titre homophone, voir Steenkerque.
Steenkerke est une section de la ville belge de Furnes située en Région flamande dans la province de Flandre-Occidentale. C'était une commune à part entière avant la fusion des communes de 1971.

## Démographie

### Évolution démographique
- Sources : INS, Rem. : 1831 jusqu'en 1970 = recensements[2].

## Histoire

### Monastère de Steneland
Steenkerke aurait été le lieu d'implantation du « monastère » de Saint-Sauveur de Stenenland fondé au IXe siècle. il dépendait de l'abbaye Saint-Bertin de Saint-Omer. L'emplacement de ce « monastère », qui ne fut sans doute qu'une église, n'est pas connue, les érudits ont proposé plusieurs implantations possible, Steenkerke parait plausible.
Une dame nommée Ébertrude, peut-être originaire de Steenkerke aurait fondé l'église. Elle meurt à Rome lors d'un voyage fait avec son fils Goibert, riche propriétaire de la région de Saint-Omer et son petit-fils Guntbert (Guntbert de Saint-Bertin). Au retour de Rome, Goibert établit une fondation le 8 novembre 828, dotant le dit monastère de nombreux biens.
Cette dotation initiale fut suivie de compléments faisant que 30 ans plus tard en 857, le couvent possédait des biens, estimés à deux cents hectares, dans de nombreuses localités. Ces possessions permettaient d'assurer l'entretien de 300 pauvres.
Le monastère de Steneland était davantage une église rurale qu'un monastère, habitée par un prêtre assisté de quelques clercs non religieux. Il est resté modeste.
Un inventaire dressé en 868 donne une liste limitée d'objets sacrés utilisés pour le service divin et quelques livres (missel, bibles,...)
En revanche au XIVe siècle, le monastère n'existe plus, il ne figure plus dans la Chronique de Saint-Bertin établie à cette époque. Il est possible qu'il ait disparu dès le courant du Xe siècle.